# WELLNET presents 旅めし
「旅めし」（たびめし）は、TOKYO FMをキーステーションにJFN38局ネットで2019年4月7日より9月29日まで毎週日曜日12:00 - 12:25に放送されたラジオ番組。

## 概要
音で聴く旅番組。旅の魅力や日本各地のローカルフード、地産地消、風土や文化、人々の営みを紹介していく。
前番組である『バス旅スト』と同様にウェルネットがスポンサーを務める。『BUSTALGIA presented by WELLNET』から数えて三代目にあたる。

TOKYO FMでは令和元年10月以降、この時間帯のウェルネット提供番組は姿を消し、スポンサーなしの音楽番組「MUSIC TREE（10月6日～同27日までで終了）」、「BUZZ FLAG（11月3日～2020年3月29日）」をつなぎ番組的にJFN38局ネットにて放送していた。2020年4月より「SEKAI NO OWARI"The House"」がスタート。

## パーソナリティ
- 田中美保（2019年4月 - 2019年6月）
- 綿引さやか（2019年7月 - 2019年9月）